# Chiesa di San Nicolò Vescovo (Castelguglielmo)
La chiesa di San Nicola da Bari Vescovo è la parrocchiale di Castelguglielmo, in provincia di Rovigo e diocesi di Adria-Rovigo; fa parte del vicariato di Lendinara-San Bellino.

## Storia
La prima citazione di una chiesa a Castelguglielmo dedicata a San Nicolò risale al 1377. Nella relazione della visita pastorale del 1547 viene citato il fonte battesimale, in quella del 1558 la torre campanaria e in quella del 1571 l'apertura al culto della chiesa, che fu consacrata nel 1574 da Giulio Canani. Nel 1604 l'edificio è descritto come rinnovato da poco. L'attuale parrocchiale venne costruita nel XVII secolo e consacrata il 29 settembre 1775 dal vescovo della Diocesi di Adria-Rovigo Arnaldo Speroni degli Alvarotti. Tra il 1859 ed il 1860 il presbiterio subì un rifacimento su progetto del lendinarese Vincenzo Ferrarese e iniziarono i lavori di abbellimento della chiesa; in questa occasione vennero realizzati la balaustra ed il pavimento e, nel 1882, il soffitto fu affrescato da Sebastiano Santi. Nel 1933 la parrocchiale subì un importante lavoro di ristrutturazione. Durante la Seconda guerra mondiale l'edificio venne danneggiato dai bombardamenti anglo-americani e, così, andò perduto il suddetto affresco; fu completamente restaurato tra il 1961 ed il 1965.